# Gian Carlo Corada
Gian Carlo Corada (Castelleone, 16 febbraio 1951) è un politico e storico italiano, ex sindaco di Cremona.

## Biografia
Dopo la laurea in Lettere e Filosofia nel giugno 1974 presso l'Università degli Studi di Milano, è per due anni borsista presso il CNR. Si dedica all'insegnamento di Storia e Filosofia e poi di Lettere, in diversi Istituti superiori della provincia di Cremona tra i quali per ultimo il liceo scientifico Gaspare Aselli di Cremona.
Ha pubblicato saggi ed articoli incentrati in larga parte su autori e storia filosofico-politica tra il secolo XVII e il XVIII in Francia e in Italia, sull'Illuminismo, sul primo colonialismo italiano. Anche la storia della provincia di Cremona è della Lombardia è stata oggetto delle ricerche di Corada che spaziano dal Medioevo di Federico II, passando per Amedeo da Silva e gli amadeiti, le eresie della Cremona nel XVI secolo fino ai protagonisti del Novecento locale di Giuseppe Cappi, Guido Miglioli, Dante Bernamonti, Francesco Genala.
Ha tenuto corsi e seminari presso la sede di Cremona dell'Università degli Studi di Pavia e, più recentemente, dei laboratori collegati ai corsi di Storia della Filosofia e di Storia del Risorgimento all'Università degli Studi di Milano.
Nel corso del 2013 è diventato conduttore del programma televisivo Mimesis sul canale digitale Rai 5.

## Attività politica
Iscritto al Partito Comunista Italiano, nel 1990 viene eletto presidente della Provincia di Cremona e si dimette da segretario della federazione cremasca del partito.
Viene riconfermato alle elezioni amministrative del 1995 come esponente del Partito Democratico della Sinistra e del 1999 come esponente dei Democratici di Sinistra. È stato eletto sindaco di Cremona al primo turno delle elezioni amministrative del 12 e 13 giugno 2004 ottenendo il 56,6% dei voti. Aderisce nel 2007 al Partito Democratico, in cui i Democratici di Sinistra sono confluiti.
In occasione delle elezioni del 2009, si è ripresentato come candidato sindaco con l'obiettivo del secondo mandato, sostenuto da una coalizione di centrosinistra formata da Partito Democratico, Italia dei Valori, Federazione dei Verdi, Sinistra e Libertà e due liste civiche denominate Cremona nel cuore e Dissonanze. Al primo turno ha ottenuto il 41,68% dei consensi approdando così al ballottaggio contro il candidato di centrodestra, Oreste Perri.
Il ballottaggio ha però decretato la vittoria di Perri, che si è imposto con il 51,51% dei voti contro il 48,49% di Corada.
Il 19 marzo 2014 annuncia la propria candidatura a Sindaco della sua città natale, Castelleone, alla guida della lista civica Per Castelleone, ma perde le elezioni.
Il 19 marzo 2016 viene nominato presidente provinciale dell'ANPI cremonese.
Quello stesso anno abbandona il Partito Democratico e aderisce al Comitato locale per il NO al referendum confermativo sulla Riforma costituzionale Renzi-Boschi.

## Opere
- La concezione della storia nel pensiero di Henry de Boulainviller, Acme: annali della Facoltà di lettere e filosofia dell'Università degli studi di Milano, ISSN 0001-494X, Vol. 28, Nº. 3, 1975, pagg. 311-334[4]
- Dante Bernamonti, Una vita al servizio del movimento operaio, Prefazione di Gian Carlo Pajetta, Tipografia Tipostile, Castelleone (CR) (febbraio 1982).
- Il dibattito sulla gravità dei corpo nella cultura francese della seconda metà del XVII secolo, Acme: annali della Facoltà di lettere e filosofia dell'Università degli studi di Milano, ISSN 0001-494X, Vol. 37, Nº. 3, 1984, pagg. 79-96[5]
- Il Dio negato. Storie di eretici cremonesi del Cinquecento (1992, testo ampliato nell'edizione del 2010)
- Lafolè. Un dramma dell'Italia coloniale, prefazione di Angelo del Boca (1996)
- La figura e l'opera di Francesco Genala (1843-1893), Ministro del Regno (2002)
- Giuseppe Cappi, uomo politico e Presidente della Corte Costituzionale (2003)
- Apocalypsis Nova (2009)